# Soľ
|  | No s'ha de confondre amb Sol. |

Soľ és un poble i municipi d'Eslovàquia. Es troba a la regió de Prešov, al nord del país.

## Història
La primera referència escrita de la vila data del 1252.

## Demografia
| Godina             | 1994 | 2004    | 2014   | 2024   |
| ------------------ | ---- | ------- | ------ | ------ |
| Nombre de persones | 2001 | 2290    | 2505   | 2664   |
| Diferència         |      | +14,44% | +9,38% | +6,34% |

| Godina             | 2023 | 2024   |
| ------------------ | ---- | ------ |
| Nombre de persones | 2641 | 2664   |
| Diferència         |      | +0,87% |